# Weidumervaart
De Weidumervaart (Fries en officieel: Weidumer Feart) is een kanaal in de gemeente Leeuwarden in de Nederlandse provincie Friesland.
Het ruim twee kilometer lange kanaal begint bij de Jorwerdervaart en loopt in oostelijke richting langs de noordzijde van het dorp Weidum. Na de brug in de Hegedyk loopt de vaart langs de Dekemawei en komt als trekvaart sinds 1663 uit in de Zwette. Bij de vaart staat de Amerikaanse windmotor Weidumermolen. De vaart maakt achtereenvolgens deel uit van  waterschap De Oosterwierumer Oudvaart (1918-1979), De Middelsékrite (1979-1997), Marne-Middelsee (1997-2004) en Wetterskip Fryslân (sinds 2004).